# Martin Johnson (författare)
Martin Elmer Johnson, född 9 oktober 1884, död 13 januari 1937, var en amerikansk författare.
Tillsammans med sin hustru Osa Helen Johnson företog Johnson resor bland annat i Oceanien, Australien, Borneo och Afria och därifrån från 1924 upptagit värdefulla filmer. Bland Johnsons böcker märks Trough the South sea with Jack London (1912, svensk översättning På Söderhavsfärd med Jack London 1915), Safari (1928, svensk översättning samma år) och Lion (1929, svensk översättning samma år). Bland deras mest betydan filmer märks Afrikafilmerna Simba och Congorilla.